# Michael Balint
Michael Balint   (Budapest, 3 de desembre de 1896 - Londres, 31 de desembre de 1970) (hongarès: Bálint Mihály) va ser un metge psicoanalista hongarès que va proposar la Teoria de la relació de l'objecte. Era fill de Mihály Maurice Bergmann, un metge jueu que exercia a Budapest. Contra la voluntat del seu pare, canvià el seu nom a Balint Mihály i passà del judaisme al cristianisme unitari.
Durant la Primera Guerra Mundial, Balint va combatre a Rússia i després als Dolomites. Es va doctorar a Budapest el 1918. Posteriorment Balint va llegir les obres de Sigmund Freud "Tres Assaigs Sobre la Teoria Sexual" (1905) i "Totem i Tabú".
Va freqüentar les lliçons de Sándor Ferenczi, i el 1919 va esdevenir el primer professor universitari de psicoanàlisi de Budapest.
Balint es va casar amb Alice Secleri Kovács i el 1920 la parella es traslladà a Berlín, on Balint treballà al laboratori de bioquímica amb Otto Heinrich Warburg (1883-1870).
El 1924 Balint tornà a Budapest. Durant el 1930 les condicions polítiques d'Hongria van fer pràcticament impossible l'ensenyament de la psicoteràpia i així Balint es va traslladar a Manchester. Alice morí el 1938. El 1944 Balint es va tornar a casar (es va divorciar el 1952). El 1945 els seus progenitors, que van ser arrestats pels nazis a Hongria, es van suïcidar.
El 1949 Balint va trobar la seva futura esposa Enid Flora Eichholz que treballava a l'Institut Tavistock de relacions humanes fent recerca sobre els problemes del matrimoni, Michael Balint va esdevenir el dirigent d'aquest grup. Michael i Enid es van casar el 1958. El 1968 Balint va esdevenir president de la British Psychoanalytical Society.

## Els grups Balint
El "Grup Balint", era una tècnica a través de la qual se cercava millorar la capacitat dels metges d'utilitzar amb els pacients la relació interpersonal com factor terapèutic. 

Balint i la seva esposa, durant 5 anys van treballar en un grup compost per 8-10 metges, basant-se en dues hipòtesis principals:
- el mateix metge és el fàrmac principal per al pacient,
- en la relació entre el metge i el pacient s'hi poden produir sofriments i irritacions inútils, que Balint volia evitar escoltant i comprenent al pacient.